# Triangle de Sternberg
Ne doit pas être confondu avec triangle amoureux.

Les trois composantes, étiquetées sur les sommets du triangle, interagissent les unes avec les autres de manière à former sept types différents d'expériences amoureuses.

Le triangle de Sternberg, ou théorie triangulaire de l'amour, est une théorie de l'amour développée par Robert Sternberg. Dans le contexte des relations interpersonnelles, « [...] les trois composantes de l'amour, selon la théorie triangulaire, sont une composante d'intimité, une composante de passion et une composante d'engagement »,.
Sternberg affirme que l'intimité fait référence aux « sentiments de proximité, de connexion et de lien dans les relations amoureuses », la passion fait référence aux « pulsions qui mènent à la romance, à l'attirance physique, à la consommation sexuelle et aux phénomènes connexes dans les relations amoureuses » et la décision/l'engagement fait référence à des choses différentes si la relation est à court ou à long terme. À court terme, cela fait référence à « la décision que l'on aime un certain autre », et à long terme, cela fait référence à « l'engagement d'une personne à maintenir cet amour »,.

## Composantes

### Passion
La passion peut être associée soit à une excitation physique, soit à une stimulation émotionnelle. La passion se définit de trois manières :
1. Un fort sentiment d'enthousiasme ou d'excitation pour quelque chose ou pour faire quelque chose[3]
2. Un sentiment fort (comme la colère) qui pousse les gens à agir de manière dangereuse
3. Fort sentiment sexuel ou romantique pour quelqu'un

### Intimité
L'intimité est décrite comme un sentiment de proximité et d'attachement envers l'autre. Cela tend à renforcer le lien étroit qui unit les deux individus. De plus, l'intimité contribue à créer le sentiment d'être à l'aise l'un avec l'autre, dans le sens où les deux parties sont mutuelles dans leurs sentiments et développent une certaine familiarité.
L'intimité est avant tout définie comme quelque chose de nature personnelle ou privée.

### Engagement
Contrairement aux deux autres blocs, l'engagement implique une décision consciente de rester solidaire. La décision de rester engagé est principalement déterminée par le niveau de satisfaction qu'un partenaire tire de la relation. Il existe trois manières de définir l'engagement :
1. Une promesse de faire ou de donner quelque chose.
2. Une promesse d'être fidèle à quelqu'un ou à quelque chose.
3. L'attitude de quelqu'un qui travaille très dur pour faire ou soutenir quelque chose

« La quantité d'amour que l'on éprouve dépend de la force absolue de ces trois composantes, et le type d'amour que l'on éprouve dépend de leurs forces les unes par rapport aux autres. », Différentes étapes et types d'amour peuvent être expliqués par différentes combinaisons de ces trois éléments. Par exemple, l'importance relative de chaque composante change avec le temps à mesure que se développe une relation amoureuse entre adultes. Une relation basée sur un seul élément a moins de chances de survivre qu'une relation basée sur deux ou trois éléments.

## Influences
Parmi les multiples théories anciennes et ultérieures de l'amour, il existe deux premières théories spécifiques qui contribuent et influencent la théorie de Sternberg.
La première est une théorie présentée par Zick Rubin intitulée The Theory of Liking vs. Loving. Dans sa théorie, pour définir l'amour romantique, Rubin conclut que l'attachement, l'attention et l'intimité sont les trois principes principaux qui font la différence entre apprécier une personne et l'aimer. Rubin déclare que si une personne apprécie simplement la présence d'une autre personne et passe du temps avec elle, cela n'est pas suffisant pour être de l'amour. Cependant, si une personne partage un fort désir d'intimité et de contact, et se soucie également des besoins de l'autre et des siens, alors elle l'aime. Dans la théorie de Sternberg, l'un de ses principes fondamentaux est l'intimité. Il est clair que l'intimité est un aspect important de l'amour. Il aide notamment à définir la différence entre l'amour compatissant et passionné.
La seconde théorie préalable, présentée par John Lee (en), est le modèle de la roue chromatique de l'amour (en) . Dans sa théorie, utilisant une analogie entre les couleurs primaires et l'amour, Lee définit trois styles d'amour différents : Eros, Ludus et Storge. Plus important encore, dans sa théorie, il conclut que ces trois styles primaires, comme la création de couleurs complémentaires, peuvent être combinés pour créer des formes secondaires d'amour. Sternberg garde de ce modèle les possibilités de combinaison des formes d'amour.
Sternberg a également décrit trois modèles d'amour, dont les modèles spearmanien, thomsonien (en) et thurstonien. Selon le modèle spearmanien, l'amour est un ensemble unique de sentiments positifs. Dans le modèle thomsonien, l'amour est un mélange de sentiments multiples qui, lorsqu'ils sont réunis, produisent le sentiment. Le modèle thurstonien est le plus proche de la théorie triangulaire de l'amour et postule que l'amour est constitué d'un ensemble de sentiments d'importance à peu près égale qui sont mieux compris individuellement plutôt que comme un tout intégré. Dans ce modèle, ces différents facteurs contribuent simultanément à l'expérience amoureuse, et peuvent être déconnectés les uns des autres.

## Élaboration
La théorie triangulaire de l'amour de Sternberg a été développée après l'identification de l'amour passionné et de l'amour compagnon. L'amour passionné se concentre sur le présent, au début d'une relation, tandis que l'amour compagnon perdure et grandit avec le temps et revêt des significations profondes dans cette relation. Bien qu'ils soient des types d'amour différents, ils sont liés dans les relations.
L'amour passionné est associé à de forts sentiments d'amour et de désir pour une personne spécifique. Cet amour est plein d'excitation et de nouveauté. L'amour passionné est important au début de la relation et dure généralement de 3 à 12 mois. Il y a une composante chimique dans l'amour passionné, qui provoque une augmentation des neurotransmetteurs phényléthylamine et ocytocine. Il existe des recherches empiriques, notamment celles de Panksepp, qui relient l'amour au circuit opioïde dans le cerveau. Ces sentiments se retrouvent le plus souvent dès les premiers stades de l'amour.
L'amour compagnon, également connu sous le nom d'amour affectueux, succède à l'amour passionné. Lorsqu'un couple atteint ce niveau d'amour, ils ressentent une compréhension mutuelle et se soucient l'un de l'autre. Cet amour est important pour la survie de la relation. Ce type d'amour arrive plus tard dans la relation et nécessite un certain niveau de connaissance de la part de chaque personne impliquée dans la relation.
Après avoir établi ces types d'amour, Sternberg a ensuite créé son triangle.
L'amour intime est le coin du triangle qui englobe les liens étroits des relations amoureuses. L'amour intime ressenti entre deux personnes signifie que chacun éprouve un sentiment de haute estime pour l'autre. Ils souhaitent se rendre heureux, partager entre eux, être en communication les uns avec les autres, s'aider quand on en a besoin. Deux personnes ayant un amour intime s'apprécient profondément. L'amour intime a été appelé l'amour « chaleureux » en raison de la façon dont il rapproche deux personnes. Sternberg avait prédit que les niveaux d'intimité diminueraient au cours des relations plus longues, mais cela n'a pas été confirmé dans une étude ultérieure.
L'amour passionné est basé sur la motivation. Les couples amoureux passionnés se sentent physiquement attirés l'un par l'autre et le désir sexuel en est généralement une composante. L'amour passionné ne se limite cependant pas à l'attirance sexuelle. C'est une façon pour les couples d'exprimer des sentiments de soutien, de domination, de soumission, de réalisation de soi, etc.. L'amour passionné est considéré comme la composante « chaude » de l'amour en raison de la forte présence d'excitation entre deux personnes. Sternberg pense que l'amour passionné diminue à mesure que la force positive de la relation serait reprise par des forces opposées. Cette idée vient de la théorie de la force adverse (en) de Salomon. Mais l'étude mentionnée précédemment a révélé que cela n'était vrai que pour les femmes.
L'engagement, ou amour engagé, est celui des amoureux qui s'engagent à être ensemble pendant une longue période. Ce qu'il faut noter à propos de l'engagement, cependant, c'est qu'on peut s'engager envers quelqu'un sans ressentir les deux autres amours pour lui, et on peut ressentir les deux autres amours pour quelqu'un sans s'engager envers lui. L'engagement est considéré comme l'amour « froid » car il ne nécessite ni intimité ni passion. Sternberg pense que l'amour engagé augmente en intensité à mesure que la relation se développe. L'engagement peut également être présent avec des amis.
Sternberg croit que l'amour progresse et évolue de manière prévisible – que tous les couples amoureux vivent un amour intime, passionné et engagé selon les mêmes schémas.
Bien que ces types d'amour puissent contenir des composantes qui existent dans les relations non amoureuses, ils sont spécifiques aux relations amoureuses. Une description du non-amour est répertoriée ci-dessous, ainsi que les autres types d'amour. Ces types d'amour sont des combinaisons d'un ou deux des trois coins du triangle amoureux de Sternberg.

## Formes d'amour
Les trois composantes, étiquetées de manière picturale sur les sommets d'un triangle, interagissent les unes avec les autres et avec les actions qu'elles produisent de manière à former sept types différents d'expériences amoureuses (le non-amour n'est pas représenté). La taille du triangle sert à représenter la « quantité » d'amour : plus le triangle est grand, plus l'amour est grand. Chaque coin a son propre type d'amour et propose différentes combinaisons pour créer différents types d'amour et d'étiquettes. La forme du triangle sert à représenter le « style » de l'amour, qui peut varier au cours de la relation :
- Le non-amour est l'absence de l'un des trois types d'amour. Pas de connexion. Indifférent à la relation.
- L'appréciation ou amitié est une intimité sans passion ni engagement. Cela inclut les amitiés et les connaissances[11].
- L'amour entiché est une passion sans intimité ni engagement. Ceci est considéré comme un « crush amoureux » ou comme des relations qui ne sont pas encore devenues sérieuses[11]. Les relations amoureuses commencent souvent par un amour passionné et deviennent un amour romantique à mesure que l'intimité se développe au fil du temps. Sans développer l'intimité ou l'engagement, l'amour passionné peut disparaître soudainement.
- L'amour vide se caractérise par un engagement sans intimité ni passion. Un amour plus fort peut se détériorer en un amour vide. Dans un mariage arrangé, la relation entre les époux peut commencer comme un amour vide et se développer vers une autre forme, indiquant « à quel point l'amour vide ne doit pas nécessairement être l'état terminal d'une relation à long terme [...] [mais] le début plutôt que la fin[trad 7],[12]. »
- L'amour romantique est passionné et intime mais n'a aucun engagement. Cela peut être une aventure romantique ou une aventure d'un soir[11].
- L'amour de compagnie est un type d'amour intime et non passionné qui est plus fort que l'amitié en raison de l'élément d'engagement à long terme. « Le type d'amour s'observe dans les mariages de longue durée où la passion n'est plus présente[13] », mais où demeurent une profonde affection et un engagement. L'amour idéalement partagé entre les membres de la famille est une forme d'amour de compagnie, tout comme l'amour entre amis proches qui entretiennent une amitié platonique mais solide.
- L'amour stupide peut être illustré par une cour et un mariage éclairs. On y retrouve de la passion et de l'engagement, mais aucune intimité. Un exemple de ce type d'amour est le « coup de foudre »[11].
- L'amour consommé est la forme complète de l'amour, représentant une relation idéale vers laquelle les gens s'efforcent de tendre. Parmi les sept variétés d'amour, l'amour consommé est théoriquement celui associé au « couple parfait ». Selon Sternberg, ces couples continueront à avoir de bonnes relations sexuelles quinze ans ou plus après le début de leur relation, ils ne peuvent pas s'imaginer plus heureux à long terme avec quelqu'un d'autre, ils surmontent leurs quelques difficultés avec grâce et chacun se réjouit de la relation avec l'autre[14]. Cependant, Sternberg prévient qu'entretenir un amour consommé peut être encore plus difficile que de l'atteindre. Il souligne l'importance de traduire les composantes de l'amour en action. « Sans expression », prévient-il, « même le plus grand des amours peut mourir[trad 8],[15]. » Par exemple, si la passion se perd avec le temps, elle peut se transformer en amour compagnon.
L'amour consommé est le type de relation adulte le plus satisfaisant car il combine tous les éléments du triangle en un seul type d'amour. C'est le type de relation idéal. Ce type de relation peut se retrouver sur de longues périodes ou dans les relations idéalisées représentées dans les films[11].

La théorie triangulaire de l'amour de Sternberg constitue la base de sa théorie ultérieure de l'amour, intitulée Love as a Story. Dans cette théorie, il explique que le grand nombre d'histoires d'amour uniques et différentes véhiculent différentes façons de comprendre l'amour. Il croit qu'au fil du temps, cette exposition aide une personne à déterminer ce qu'est l'amour ou ce qu'il devrait être pour elle. Ces deux assomptions forment la théorie duplex de l'amour de Sternberg.

« Les relations personnelles qui ont la plus grande longévité et la plus grande satisfaction sont celles dans lesquelles les partenaires travaillent constamment à maintenir l'intimité et à renforcer leur engagement mutuel. »

— J. Dan Rotwell, In the Company of Others,.

## Soutien et critiques
Certaines critiques de la théorie de l'amour de Sternberg affirment que, bien qu'il ait prédit les étapes de l'amour d'une personne pour une autre personne, il n'a pas précisé le moment de la relation où les étapes évolueraient. Il ne précise pas non plus si les différentes composantes de l'amour dépendent de la durée de la relation ou du stade particulier atteint par la relation.
Dans une étude publiée en 1992, Michele Acker et Mark Davis ont pu analyser plus précisément les étapes de l'amour chez les gens. Ils y soulignent, notamment, que le stade et la durée de la relation sont potentiellement importants pour la composante amoureuse.
Ils découvrent qu'il n'y a pas de réponses exactes car non seulement chaque couple, mais aussi chaque individu du couple, vit l'amour d'une manière différente. Il existe trois perceptions de la théorie triangulaire de l'amour, ou « la possibilité de triangles multiples ». Plusieurs triangles peuvent exister parce que les individus peuvent expérimenter chaque composante de l'amour (ou point du triangle) plus intensément qu'une autre. Ces triangles séparés, selon Acker et Davis, sont des triangles « réels », des triangles « idéaux » et des triangles « perçus ».
Ces « vrais » triangles indiquent la façon dont chaque individu perçoit le progrès et la profondeur de sa relation. Les triangles « idéaux » indiquent les qualités idéales de chaque individu concernant son partenaire ou sa relation. Les triangles « perçus » indiquent les idées de chaque individu sur la façon dont son partenaire perçoit la relation. Si l'un de ces trois triangles distincts ne ressemble pas aux triangles du partenaire d'une personne, l'insatisfaction est susceptible d'augmenter.
Sternberg a mesuré sa théorie sur des couples ayant à peu près le même âge (âge moyen de 28 ans) et dont la durée de relation était à peu près la même (4 à 5 ans). La taille de son échantillon était limitée en termes de variété caractéristique (en). Acker et Davis affirment que cette limitation est l'un des trois problèmes majeurs de la théorie de Sternberg. Ils ajoutent que l'amour romantique, en particulier, n'est souvent pas le même pour les jeunes et vieux couples,.
Les deux autres problèmes soulignés par les auteurs sont la question de la nature distincte des niveaux d'amour et les mesures qui ont été utilisées pour évaluer les trois niveaux de l'amour. Ces problèmes sont étudiés ultérieurement, notamment par Lomas (2018).
Une étude interculturelle à grande échelle publiée dans le Journal of Sex Research en 2020 confirme l'universalité culturelle de la théorie.

### Traductions
1. ↑  (en) « [...] the three components of love, according to the triangular theory, are an intimacy component, a passion component, and a commitment component. »
2. ↑  (en) « feelings of closeness, connectedness, and bondedness in loving relationships »
3. ↑  (en) « the drives that lead to romance, physical attraction, sexual consummation, and related phenomena in loving relationships »
4. ↑  (en) « the decision that one loves a certain other »
5. ↑  (en) « one's commitment to maintain that love »
6. ↑  (en) « The amount of love one experiences depends on the absolute strength of these three components, and the type of love one experiences depends on their strengths relative to each other. »
7. ↑  (en) « how empty love need not be the terminal state of a long-term relationship ... [but] the beginning rather than the end »
8. ↑  (en) « "Without expression," he warns, "even the greatest of loves can die »
9. ↑  (en) « Personal relationships that have the greatest longevity and satisfaction are those in which partners are constantly working on sustaining intimacy and reinforcing commitment to each other. »